# Rinascita (partito politico islandese)
Rinascita, o Partito Riformista (in islandese Viðreisn, abbreviato C) è un partito politico islandese di orientamento liberale fondato il 24 maggio 2016 da Benedikt Jóhannesson, in seguito ad una scissione Partito dell'Indipendenza.

## Ideologia
Il partito sostiene l'adesione dell'Islanda all'Unione europea, la riforma dei sussidi all'agricoltura e delle accise protettive sui prodotti esteri. Chiede che la politica pubblica si concentri sull'interesse generale della società e riduca l'influenza degli interessi speciali. Viðreisn è a favore di uno stato sociale finanziato pubblicamente. Supporta il sistema di cambio fisso della corona a un'altra valuta, come l'euro, attraverso un currency board come piano per abbassare i tassi di interesse. La sua politica sanitaria mira a ridurre la quota a carico del paziente per quanto riguarda i costi sanitari.

## Storia
Il partito si è presentato per la prima volta alle elezioni parlamentari del 2016, in cui ha ottenuto il 10,48% dei voti e 7 seggi; ha quindi sostenuto il governo di Bjarni Benediktsson, insieme a Partito dell'Indipendenza, Partito Progressista e Futuro Luminoso, e Jóhannesson è stato nominato ministro delle finanze.
Il 12 ottobre 2017, dopo la caduta del governo Benediktsson, Jóhannesson si è dimesso dalla carica di presidente del partito venendo sostituito da Þorgerður Katrín Gunnarsdóttir, già ministro della pubblica istruzione dal 2003 al 2009.
Alle elezioni parlamentari del 2017 il partito è sceso al 6,7% dei voti, con 4 seggi.
Alle elezioni parlamentari del 2021 il partito è salito all'8,3 dei voti, arrivando a 5 seggi.

## Risultati elettorali
| Elezione          | Voti   | %     | Seggi  |
| ----------------- | ------ | ----- | ------ |
| Parlamentari 2016 | 19.870 | 10,48 | 7 / 63 |
| Parlamentari 2017 | 13.122 | 6,50  | 4 / 63 |
| Parlamentari 2021 | 16.637 | 8,30  | 5 / 63 |